# Zažig Antona Vovka
Zažig Antona Vovka je bil neuspešen poskus atentata, ki se je zgodil 20. januarja 1952 na Železniški postaji Novo mesto. Žrtev atentata je bil ljubljanski pomožni škof Anton Vovk (kasnejši nadškof), ki se je uspel rešiti, vendar je utrpel hude opekline. Zločin se je zgodil, ko je bil Vovk skupaj s spremljevalcema, duhovnikoma Francem Kimovcem in Francem Čampo, na poti v Stopiče, kjer naj bi blagoslovil prenovljene orgle.
To je bil eden v vrsti poskusov atentatov nanj, najbolj očiten in najbolj medijsko izpostavljen. Poleg njega je dovolj očiten še poskus atentata v Kočevski Reki, ko je bil za pokopališkim obzidjem v pripravljenosti mitraljezec, vendar se je Vovk odločil, da se v Ribnico vrnejo po drugi poti.

## Potovanje v Stopiče
Anton Vovk se je v nedeljo, 20. januarja, odpravil na pot v Stopiče, da bi opravil blagoslov prenovljenih orgel v tamkajšnji župnijski cerkvi Marije Tolažnice. Domači župnijski upravitelj Vinko Toš je z velikim trudom in požrtvovalnostjo župljanov obnovil orgle, tako da so bile praktično nov inštrument. Delo je opravil orglarski mojster Andrej Benda, za katerega je bil to prvi večji samostojni projekt. Benda se je sicer izučil orglarstva pri priznanem mojstru Francu Jenku v Šentvidu pri Ljubljani. Vovk je sprejel Toševo prošnjo, da pride blagoslovit orgle, saj je hotel dati priznanje župniji za požrtvovalnost in tudi novemu orglarskemu mojstru. Odklonil je, da bi v Stopičah prespal, hkrati pa je določil, da bo po blagoslovu pridigal, maševal, popoldne pa prisostvoval razlagi orgel in imel zatem pete Litanije Matere Božje neposredno pred odhodom na vlak. Maša naj bi bila ob 10. uri. Toš je prosil tudi Franca Kimovca, stolnega dekana in glasbenika, da bi prispel z Vovkom, da bi predstavil orgle. Že en dan prej je šel v Stopiče stolni organist in vodja stolnega zbora Venceslav Snoj, da bi ustrezno predpripravil domačega organista, da bi lahko na inštrumentu sproti predstavil Kimovčevo razlago.
Toš je 18. januarja dogodek tudi prijavil Poverjeništvu za notranje zadeve okraja Novo mesto, kakor je pozneje na procesu pričal poverjenik Rado Taufer. V napovedi je navedel, da se bo 20. januarja odvijal blagoslov prenovljenih orgel, da je povabljenih nekaj tujih duhovnikov, pri čemer škofa kot takega ni omenil, in da se bo slovesnost odvijala samo v cerkvi. Od oblasti je prejel častno besedo garancije, da se nikomur ne bo nič žalega zgodilo, kot je Toš navedel v pismu Vovku dan po dogodku.
Vovka in Kimovca je na poti spremljal še Franc Čampa, župnijski upravitelj iz Mengša, sicer Bendin domači župnik. Od Ljubljane do Novega mesta so potovali z vlakom, od Novega mesta do 8 kilometrov oddaljenih Stopič pa naj bi se peljali z dvema zapravljivčkoma, ki ju je v Novo mesto poslal Toš. Z njimi naj bi iz Novega mesta naprej potovala tudi Alojzij Štrukelj, novomeški župnik in kanonik (od 1956 prošt), ki je bil tudi povabljen v Stopiče, in Franc Dular, njegov ministrant.

## Prvi napad v predoru Sv. Ana
Iz Ljubljane so krenili točno ob 6.00 zjutraj. Peljali so se v 3. razredu. Sedeži so bili vsi zasedeni, čeprav pretirane gneče v vagonu ni bilo. Vovk je sedel na klopi poleg izhodnih vrat, zraven njega pa neki dijak obrtne šole. Na nasprotni klopi je ob oknu sedel Kimovec, zraven njega Čampa, zraven slednjega pa neki mladi profesor. Čez njihov oddelek so večkrat tekom poti hodili neznanci, čemur pa škof in duhovnika niso posvečali pozornosti. Ti so do Trebnjega molili brevir in večinoma molčali. Ko se krenili iz Trebnjega, so pričeli pogovor s profesorjem. Ob vstopu v predor Sv. Ana (452 m) pred Mirno Pečjo so vsi, skupaj z drugimi potniki vred, utihnili. Približno na sredini predora jih je iz stropa oblila neka tekočina in takoj je zasmrdelo po karbolineju. Slišati je bilo nenadno odpiranje in zapiranje izhodnih vrat, profesor pa je potožil, da mu je tekočina padla tudi v oči. Ko so prišli iz predora, so videli, da je vseh pet oblitih s karbolinejem. Vovk je smatral, da je bil ta napad namenjen njemu, vendar se je izkazalo, da je bil v primerjavi z ostalimi še najmanj polit, saj je napadalec v temi zgrešil smer in se je karbolinej razpršil le od stene vagona. Kimovčev brevir, ki ga je odprtega držal v rokah, je bil ves moker. Dijak je vzkliknil: »Samo dva rekeljca imam. Ali bo ta uničen?« Tudi rob Vovkovega kovčka je bil oblit. Profesor si je brisal oči. Vsi v vagonu so se zgražali, vendar si o tem niso mislili nič posebnega. Do Novega mesta so morali stati, saj so bile klopi mokre, med tem časom pa so se uspeli nekako obrisati. Tja so prispeli brez zamude ob 8.45.

## Zažig na Železniški postaji Novo mesto
Na železniški postaji je bila običajna množica: po pričevanju očividca iz Stopič je bilo kakih 35 oseb, večinoma mlajših ljudi, po poročilu mesečnika Duhovno življenje je bilo 40 ljudi, večinoma iz tekstilne tovarne Bršljin, po pričevanju Vovka, ki je bilo uporabljeno tudi v uradni prijavi kaznivega dejanja, ki jo je podal škofijski ordinariat, pa kakih 40 do 50 mladih ljudi. Tudi bogoslovec Peter Šetina je pričeval, da je na postaji videl množico divjih fantov, deloma iz tovarne v Bršljinu, deloma Novomeščane. Vsaj nekateri izmed njih so bili očitno vinjeni in naj bi se pred prihodom v Novo mesto sestali v Trebnjem, kjer so šli pit v gostilno. Še pred prihodom vlaka so oba voznika zapravljivčkov ob grožnjah s smrtjo odgnali in ju poslali nazaj v Stopiče.
Vovk si je pred izstopom iz vlaka nadel usnjene rokavice in si okoli vratu zavil volnen šal, da ga ne bi na vozu zeblo, saj je bilo ta dan –20 °C. Takoj ob izstopu iz vagona je nekdo zavpil Vovku: »Kam greš?« Odgovoril mu je: »V Stopiče.« On in še nekateri drugi – do 5 moških, mu je odvrnilo: »Nikamor! Nazaj pojdeš! Novo mesto je zibelka partizanstva in ne pustimo, da bi izdajalec vanj stopil. Nazaj! Hudič! Nazaj!« Tako se je začelo dogajanje na postaji. Med vpitjem so ga začeli obmetavati z mokrimi umazanimi kepami, ga s pestmi tolči v prsi, nekdo ga je po hrbtu močno tepel s palico, eden mu je v vrat vrgel precejšnjo količino črnila, nekdo ga je spet tako močno sunil, da se je opotekel. Zahtevali so, da gre nazaj, od koder je prišel. Vstopil je v isti vagon, z njim tudi Kimovec in Čampa, poleg njih pa še kakih 15 do 20 ljudi. Tudi Alojzija Štruklja so hoteli strpati v vagon, a se je še pravočasno izmuznil v čakalnico, kjer je skozi okno opazoval dogajanje zunaj. K njemu je nato prišel ministrant Dular in ga pregovoril, da sta se skozi stranska vrata čakalnice umaknila in odšla nazaj proti Kapitlju.
V vagonu se je zmerjanje, vpitje in preklinjanje nadaljevalo. Prišel je tudi neki policist, ki je miril ljudi, vendar ga nihče ni upošteval. Govorili so: »Ti si prihajal med okupacijo v Novo mesto, da si izdajal in določal, koga naj Italijani internirajo! Ti si pripeljal Nemce v Novo mesto! Ti si ubijalec! Koljaš! Hudič! Ti bomo že preparali trebuh!« Vovk jim ni uspel pojasniti, da se med okupacijo sploh nikdar ni nahajal v Novem mestu. V tistem je prišel Avgust Mežnaršič (kasnejši obtoženec) in začel preko klopi po Vovku iz precej velike steklenice brizgati bencin. Vovk je vprašal: »Kaj vendar delate!« Ljudje pa so vpili: »Ubijmo hudiča!« Naenkrat je nekdo drug vanj vrgel prižgano vžigalico in Vovk se je v trenutku znašel cel v plamenih, tako da so modri smrdeči zublji segali od dna suknje pa preko glave. Ljudje so se odmaknili v polkrog in kričali: »Zgori, hudič! Crkne naj hudič!« Vovku ni hotel pomagati nihče, vendar je k sreči imel oblečene rokavice. Tako je hitro odpel gumbe na suknji in še gorečo vrgel zraven na klop. Ko je začutil, da mu na vratu še vedno gori kolar, ki je bil iz celuloida, je s šalom pritisnil na vrat, da je zadušil plamen. V hipu je začutil silno utrujenost, prevzetost in prestrašenost. Imel je občutek, da če bi samo še nekaj trenutkov gorel, bi zagotovo izgubil zavest in se zgrudil. Nekdo je nato odprl okno, vzel še gorečo suknjo in jo vrgel ven na sneg. V njej je imel denarnico, legitimacijo, ključe od škofije in dragocen škofovski prstan.
Policist je nato Vovka pozval, naj gre v čakalnico, saj naj bi bil tam varen. Čeprav mu Vovk ni verjel, ga je vseeno ubogal. Tudi Čampa je šel z njim, Kimovec pa je še nekaj časa ostal na peronu, da je »lovil zrak«. Čakalnica se je v hipu napolnila z ljudmi, ponovno kakih 50, od katerih jih je bilo ves čas kakih 5 vodilnih. Vovk se je usedel k vogalu mize, in medtem ko se je zmerjanje in preklinjanje nadaljevalo, si privedli še Kimovca. Zahtevali so, da oba stopita na mizo, kar sta tudi storila. Vovk se je bal, da ne bi mizo spodnesli in bi težko padel. Za hip so vsi celo utihnili in zvedavo gledali Vovka. Sam namreč takrat še ni vedel, kakšen je zgledal v obraz. Bil je ves črn od bencinskega dima, na vratu v smeri proti levem ušesu so se mu vnemali mehurčki, koža mu je visela od vratu v dolgih vrvicah in videlo se je živo meso. V čakalnico sta tedaj stopila dva policista (oni prvi je odšel), nakar je Vovk prosil enega, če mu prinese suknjo z njegovimi stvarmi. Prinesel mu jo je, le prstan se je izgubil in ga ni bilo v žepu (tega je kasneje med tiri našel železničar Alojzij Saje in ga posredoval naprej do škofa). Ko so bili v čakalnici že kako uro in pol, se je nekdo spomnil, da bi lahko preiskali kovčka od Vovka in Kimovca, če nimata morebiti v njima orožje ali propagandni material. Čeprav so vse preiskali, niso našli nič takega, pa tudi vzeli niso nič. Tedaj sta prišla dva oznovca v civilni obleki, ki sta Vovku ukazala, naj gre ponovno nazaj v vagon, kjer naj bi bil varen do odhoda vlaka. Ljudje so se ponovno valili za njim in še kar vpili in ga tepli s palicami po hrbtu. Drli so se: »V svinjski vagon naj gre! V skret z njim!« Preklinjanju ni bilo videti konca. Vovk je vstopil, ponovno skupaj s svojima spremljevalcema. Bil je brez suknje in vagon je bil mrzel. Z njimi sta bila oznovca, policista pa sta čakala zunaj. Nato se je vpitje stopnjevalo. Iz novomeške bolnišnice je namreč prispel zdravnik Anton Rehar, da bi Vovka oskrbel. Ko je le s težavo prišel do njega, ga je pregledal in mu svetoval, da bi šel z njim v bolnišnico, saj tam na mestu samem ni mogel storiti potrebnega. Vovk je odklonil, saj je smatral, da mu ljudje tega ne bi pustili. Zdravnik je tako po kakih 10 minutah odšel, da bi šel v bolnišnico po povoje in mazilo in se nato vrnil. Oznovca sta želela Vovku prinesti kaj za popiti, kakor je svetoval zdravnik, vendar je Vovk tudi to odklonil, meneč, da bi gotovo kdo zunaj najmanj pljunil v pijačo.
Prispel je rešilni avto, ki ga je poslal dr. Rehar, da bi Vovka peljal v bolnišnico. Vovk je Kimovcu in Čampi svetoval, naj ostaneta v vagonu, sam pa je skupaj z obema policistoma vstopil v avto. Ljudje so kričali: »Samo preko naših trupel se bo odpeljal avto!« Takoj so ga obstopili, nekaj se jih je usedlo na sprednje blatnike, in niso pustili, da bi se odpeljali. Policista nista ukrenila nič zoper divjaštvo in tudi šofer se je zdel brezbrižen. Ko je nekdo predrl lepenko, ki je nadomeščala steklo okna prav za Vovkovo glavo, je slednji končno zahteval, da gre nazaj v vlak. Še enkrat je prišel dr. Rehar, tokrat skupaj z medicinsko sestro, in mu poskušal očistiti rano. Ko je izvedel, da je škof še tešč, je šel v restavracijo in mu prenesel čaj, sestra pa mu je medtem obvezala glavo. Rehar je naposled Vovku dejal, da mora iti takoj, ko prispe v Ljubljano, k zdravniku. Vovk bi si želel po tolikih urah iti tudi na stranišče, a se zaradi ljudi ni mogel nikamor premakniti. Takrat je iz Kapitlja do postaje prihitel bogoslovec Peter Šetina, če bi lahko škofu kako pomagal. Ko so ga ljudje zagledali pri tirih, so se v hipu pognali za njim in ga pretepli. Ta nenaden odhod je škof izkoristil, da je v miru šel na stranišče. Samo ena ženska se je zunaj oglasila, da je že vse preveč, kar počenjajo s škofom, pa so tudi njo takoj pretepli. Šetino so nato peljali na policijsko postajo, kjer so ga tri ure zasliševali. Pred odhodom vlaka proti Ljubljani sta oznovca predlagala, da mora imeti škof spremstvo do Ljubljane, a je Vovk menil, da je nasilje tako ali tako samo v Novem mestu, vendar je naposled pristal na to, da se oznovca nekje še pred Ljubljano vrneta. Bolj ko se je približevala ura odhoda, bolj je trušč, vpitje in preklinjanje zunaj naraščalo. V vagon so skozi okno zmetali tudi polno snega. Njihova zadnja grožnja se je glasila: »Le prikaži se še enkrat, hudič, v Novo mesto, živ ne boš tedaj odšel!« Vlak je krenil iz postaje ob 13.14. Ves ta čas, 4 ure in pol, so na postaji vztrajali isti ljudje, kar je kazalo na to, da je bilo vse izvršeno po navodilih oblasti.

## Vrnitev v Ljubljano in zdravljenje
Pot v Ljubljano je potekala mirno. Oznovca sta izstopila v Grosupljem in se nato vrnila. Ob prihodu na ljubljansko postajo so Vovk, Kimovec in Čampa najeli taksi, da jih je odpeljal na škofijo. Vovk je šele sedaj lahko v miru šel na stranišče, vzel si je drugo suknjo in spil kozarec tople limonade. Kimovec in Čampa nista mogla ne jesti ne piti ne govoriti. Čez 15 minut se je Vovk s taksijem, ki je še čakal pred škofijo, odpeljal v bolnišnico na dermatološko kliniko, kjer mu je dr. Nada Križnik Prosenc očistila rane in ga obvezala. Predlagala mu je, da bi bilo najbolje, da ostane v bolnišnici, v vsakem primeru pa da naj se oglasi v torek zjutraj. Ko se je vračal proti stolnici, je ravno zvonilo k večerni maši. Ker to nedeljo še ni bil pri maši, je šel skozi stransko zakristijo v cerkev. Zunaj je okolico že nadzorovala OZNA. Prva noč doma je bila huda. Poleg velike utrujenosti so mu kratili spanec neprestani glasovi preklinjanja in zmerjanja iz Novega mesta. V torek, 22. januarja, je po dogovoru ponovno šel v bolnišnico, kjer je ostal na zdravljenju. Tu so zanj v naslednjih dneh skrbeli dr. Jože Jakša, Janez Fettich, Janez Rupert in Zofija Prošek. Največ dela je požrtvovalno opravil dr. Fettich. Preiskava je pokazala opekline 3. stopnje, pa tudi visoko raven sladkorja (327 stopenj od običajnih 80–120). V sredo in četrtek je bil v glavo najbolj zatečen. Na levo oko ni nič videl in zdravniki so mu vedno znova odpirali oko in ga spraševali, če kaj vidi. Na levi strani obraza in na ustnicah je bil ves v ranah in hrastah. Do četrtka je imel še polno grlo bencina, zaradi česar mu je sestra dala injekcijo in tablete, da bi odpravil pekoči okus. Dobival je velike količine penicilina, dr. Mirko Derganc je tudi že načrtoval transplantacijo kože iz noge na obraz. Bil je zelo slaboten, zlasti ponoči je padal v komo, višina sladkorja se kljub strogi dieti prvi teden ni hotela znižati. V noči iz sobote na nedeljo je prvič za kaki dve uri bolj mirno zaspal, sladkor je začel počasi padati in zdravljenje se je lahko začelo. Derganc je naposled ugotovil, da zaradi uspešnega zdravljenja s penicilinom transplantacija niti ne bo potrebna.
Že prve dni v bolnišnici je Vovk v bolniško sobo prejemal anonimna sramotilna pisma. V pismu, ki ga je sam pisal arhitektu Jožetu Plečniku ob njegovi 80-letnici (rojen 23. januarja), je zapisal: »Ne toliko kot bolečine, me boli surovost slovenskega naroda.« Že v prvem tednu ga je dvakrat obiskal oznovec Zdenko Roter. Poleg različnih vprašanj je zahteval tudi ožgano suknjo, kolar in kovček, da bi napravili analizo. Vovk se je temu najprej upiral, nato pa vseeno privolil, čeprav je vedel, da jih ne bo več videl nazaj. Roter mu je 10. marca, ko je prišel k njemu na škofijo, naposled rekel: »Predmetov ne morete dobiti nazaj, ker so bili dani v tako ostro analizo, da so enostavno razpadli!« V prvem tednu sta ga obiskala še dva novinarja, ki sta ga vse podrobno spraševala, kljub temu pa sta kasneje v člankih vse po svoje zaobrnila. 1. februarja je prišel še namestnik javnega tožilca Slovenije Jože Pavličič s tajnico, da bi podrobno popisal vse dogodke, kar je trajalo 3 ure in pol. Vovk je bil v bolnišnici skupno 25 dni. Odpuščen je bil 15. februarja. Domov se je kljub slabotnosti odpravil peš, saj zaradi obilice snega ni vozil ne tramvaj ne taksi ne voz. Volk se je še dolgo po prihodu iz bolnišnice čutil slabotnega. Še vedno je nosil obvezo, vendar le še na vratu in pod usti. V začetku je moral hoditi vsak drugi dan na prevezovanje. Doma se je držal stroge diete in sam si je dajal injekcije insulina. Med pešačenji v bolnišnico so se ljudje pogosto ustavljali, ga pozdravljali in si ga hoteli pobliže ogledati. 29. februarja ga je na škofiji obiskal novinar Neuen Zürcher Zeitunga Ernst Halperin. Med 19. marcem in 18. aprilom je prejel telegrame 45 ameriških škofov, nadškofov in kardinalov, v katerih so mu izražali sočutje in zgražanje nad dogodkom, Vovk pa se jim je zahvaljeval po zračni pošti.

## Obravnava in nadaljnji dogodki
Škofijski ordinariat Ljubljana je na Javno tožilstvo FLRJ v Beogradu in Javno tožilstvo LRS v Ljubljani že 24. januarja 1952 podal prijavo zoper neznane storilce zaradi kaznivih dejanj zoper življenje in telo, zoper svobodo in pravice državljanov, zoper čast in dobro ime ter zoper javni red in pravni promet. Obravnava je potekala na Okrajnem sodišču v Novem mestu 14. februarja 1952. Avgust Mežnaršič (1913–1975), sicer zaposlen kot cestni nadzornik, je bil spoznan za krivega poizkusa storitve težke telesne poškodbe oziroma poškropitve plašča Antona Vovka, ki se je potem iz neugotovljenega vzroka vnel. Obsojen je bil na 10 dni zapora in poravnavo sodnih stroškov v višini 10 din, pri čemer se obtožencu izvršitev izrečene kazni odloži za dobo enega leta pod pogojem, da v tem roku ne bo storil prav tako hudega ali hujšega naklepnega kaznivega dejanja. Kot olajševalno okoliščino je sodišče upoštevalo dotedanjo obtoženčevo neoporečnost in triletno aktivno sodelovanje v narodnoosvobodilnem boju. Ostali neposredni udeleženci zažiga niso bili nikoli kaznovani, oziroma nasprotno, oblast jih je v kasnejših letih bogato nagradila.
Oblast je skušala v javnosti zažig prikazati kot neljub incident množice domoljubov, ki je v škofu videla predstavnika sodelavcev z okupatorjem, pod katerim je Slovenski narod toliko trpel. Kljub temu je iz poteka dogodkov in ohranjene arhivske dokumentacije Komunistične partije Slovenije jasno razvidno, da je zažig skrbno organiziralo vodstvo partije v sodelovanju z Upravo državne varnosti.
O dogodku so poročali tudi svetovni mediji, kar je znatno zmanjševalo mednarodni ugled Jugoslavije in takratno oblast postavljalo v slabo luč. Poročilo britanske agencije Reuters so povzemale vse glavne radijske postaje. Tudi dopisniki ameriških časopisov so posredovali obširna poročila, ki so jih uporabljali vsi vodilni časopisi v svojih člankih. Oster komentar je objavil tudi londonski The Times. Vatikanski L'Osservatore Romano je škofa omenil v vsaj šestih izdajah. Po nekaterih pričevanjih je zato Tito skušal omiliti sramoto tudi tako, da je telefoniral zdravnikom v Ljubljano, da morajo Vovka na vsak način rešiti. Prav tako naj bi se dnevno zanimal za njegovo zdravje.
Konec januarja 1952 se je jugoslovanski zunanji minister Edvard Kardelj sestal z odpravnikom poslov beograjske nunciature Silvijem Oddijem, ki je protestiral zaradi nedavnega napada na škofa Vovka. Kardelj je Oddiju odvrnil, da je za preganjanja kriva Cerkev sama, ker se noče sprijazniti s komunistično revolucijo in zase še vedno zahteva privilegiran položaj v družbi. Napad na škofa Vovka v Novem mestu je bil po Kardeljevem mnenju le svarilo Cerkvi, naj se izogiba delovanju proti oblasti, ker ljudstvo tega naj ne bi trpelo. Decembra 1952 je jugoslovanska vlada prekinila diplomatske odnose z Vatikanom (ki jih je obnovila šele leta 1970) in Oddi je moral zapustiti Jugoslavijo. Kardelj je ob tem delal, da je socializem v Jugoslaviji dejstvo, ki se mu mora vrh Katoliške cerkve prilagoditi, tako kot se mu je prilagodila nižja duhovščina, organizirana v duhovniška društva (v Sloveniji je bilo to Cirilmetodijsko društvo katoliških duhovnikov LRS).
Krajevna oblast je v Novem mestu za leto 1952 prepovedala birmovanje in sploh prihod birmovalca škofa Vovka v novomeško dekanijo. Otroci so se z botri morali odpraviti v Ljubljano, kjer jih je škof Vovk birmal v zasebni kapeli škofijskega dvorca.